# XL Galan 2013
XL Galan 2013 – halowy mityng lekkoatletyczny, który odbył się 21 lutego 2013 w stolicy Szwecji – Sztokholmie (w hali Ericsson Globe). Zawody były ostatnią odsłoną cyklu IAAF Indoor Permit Meetings w sezonie 2013.

## Rezultaty

### Mężczyźni
| Konkurencja               | 1. miejsce        | 1. miejsce    | 2. miejsce         | 2. miejsce | 3. miejsce        | 3. miejsce |
| ------------------------- | ----------------- | ------------- | ------------------ | ---------- | ----------------- | ---------- |
| Bieg na 400 m             | Pavel Maslák      | 46,34         | Richard Strachan   | 46,68      | Lalonde Gordon    | 47,19      |
| Bieg na 800 m             | Mohammed Aman     | 1:45,05 WL NR | Adam Kszczot       | 1:46,62 SB | Timothy Kitum     | 1:47,61 SB |
| Bieg na 1000 m            | Ayanleh Souleiman | 2:17,05 WL PB | Marcin Lewandowski | 2:17,77 NR | Andrew Osagie     | 2:18,78 SB |
| Bieg na 3000 m            | Galen Rupp        | 7:30,16 WL AR | Caleb Ndiku        | 7:31,66 PB | Abdalaati Iguider | 7:34,92 PB |
| Bieg na 60 m przez płotki | Orlando Ortega    | 7,62          | Xie Wenjun         | 7,68       | Philip Nossmy     | 7,79       |
| Skok w dal                | Michel Tornéus    | 8,20 NR       | Godfrey Mokoena    | 8,15 SB    | Li Jinzhe         | 8,11 PB    |

### Kobiety
| Konkurencja    | 1. miejsce              | 1. miejsce       | 2. miejsce           | 2. miejsce | 3. miejsce       | 3. miejsce |
| -------------- | ----------------------- | ---------------- | -------------------- | ---------- | ---------------- | ---------- |
| Bieg na 60 m   | Shelly-Ann Fraser-Pryce | 7,04 PB          | Marija Riemień       | 7,17       | Myriam Soumaré   | 7,22       |
| Bieg na 400 m  | Ebonie Floyd            | 52,40            | Zuzana Hejnová       | 52,42      | Moa Hjelmer      | 52,93      |
| Bieg na 1500 m | Abeba Aregawi           | 3:58,40 WL NR PB | Axumawit Embaye      | 4:09,11 PB | Rabab Arrafi     | 4:09,36 PB |
| Bieg na 3000 m | Genzebe Dibaba          | 8:26,95 WL PB    | Eilish McColgan      | 8:49,31 PB | Almaz Ayana      | 8:50,10 PB |
| Skok wzwyż     | Tia Hellebaut           | 1,95             | Emma Green-Tregaro   | 1,92       | Mélanie Melfort  | 1,89       |
| Skok o tyczce  | Yarisley Silva          | 4,78 WL AR       | Anastasija Sawczenko | 4,71 PB    | Jiřina Svobodová | 4,64 SB    |